# Epiklorohidrin
Epiklorohidrin (kemijska formula OCH2CHCH2Cl) je brezbarvna strupena tekočina s sladkobnim in ostrim vonjem po kloroformu. Hlapi so težji od zraka. Uporablja se za izdelavo epoksidnih smol.

## Fizikalne in kemijske lastnosti
V stiku s katalizatorji ali pri visokih temperaturah, snov polimerizira. Nastane eksotermna reakcija z alkoholi, fenoli, organskimi kislinami ali amini. Snov reagira z aluminijem. Pri segrevanju tekočine ali v vročih dneh se tvorijo eksplozivne zmesi, ki so težje od zraka. Pri stiku z vročimi površinami, iskrami ali odprtim plamenom obstaja nevarnost vžiga. Pri stiku epiklorohidrina z alkalijskimi ali zemljoalkalijskimi kovinami obstaja nevarnost Eksplozije ali silovite reakcije.

## Ukrepi ob nezgodah
Takoj je potrebno poklicati zdravniško pomoč, ne sme se dopustiti ohladitve ponesrečenca. V primeru nevarnosti nezavesti je ponesrečenca potrebno dati v stabilni bočni položaj. Ponesrečenca se prenese na svež zrak. Pri zastoju dihanja mu dajemo umetno dihanje. Pri zaznavi vonja so zdravstvene okvare že nastopile. Pri poškodbah oči 10-15 min spiramo z vodo. Očesno veko s palcem in kazalcem odpremo, hkrati pa je treba oko premikati v vse smeri. Pri stiku s kožo kontaminirane dele obleke takoj odstranimo, prizadete dele telesa pa temeljito speremo z vodo.
Gorečo snov se gasi iz varnega kritja. Pri požaru nastajata jedka in zelo strupena plina klor in vodikov klorid. Majhne požare gasimo z vodo, aparati na prah ali z CO2. Velike požare gasimo s peno ali razpršenim vodnim curkom. Obvezna je uporaba zaščitne kreme, zaščitne maske s filtrom A (rjava barva), pri koncentraciji preko 0,5 vol. % pa izolacijskega aparata.

## Delovne nesreče
12. maja 2022 se je v podjetju Melamin v Kočevju pripetila delovna nesreča med pretakanjem epiklorhidrina v zabojnike. Ta je povzročil silovito eksplozijo, v nesreči je umrlo 6 ljudi, okrog 20 je bilo poškodovanih. Del tovarne Melamin je bil povsem uničen.